# スコッチ (バンド)
スコッチ(Scotch) は1982年にイタリアで結成された音楽グループ。グループはヴィンス・ランチーニ (Vince Lancini)、ファビオ・マルグッティ (Fabio Margutti)、フランツ・ローマ (Franz Rome)、フランツ・フェレティ (Franz Felleti)、マンリオ・カンジェリ (Manlio Cangelli)で構成されていた。

## 歴史
スコッチは、ベルガモ出身のレコードプロデューサー、デヴィッド・ザンベリ (David Zambelli)とウォルター・ヴェルディ (Walter Verdi)によって結成された。グループの最初の成功作は、カンジェリが書いた「Penguins' Invasion」だった。"Penguins' Invasion "はインストゥルメンタル曲であった。リリースから約3ヶ月後、ボーカルバージョンを作ることが決まり、ヴィンス・ランチーニがシンガーとして選ばれた。その後、ファビオ・マルグッティ、ヴィンス・ランシーニとともにグループに参加した。
代表曲としては、「Take Me Up」、「Disco Band」、「Mirage」、「Delirio Mind」、「Penguins' Invasion」、「Evolution」、「Plus Plus」、「Money Runner」、「Pictures」、「Man to Man」などが挙げられる。
1984年のシングル「Disco Band」がドイツなどで大ヒットする等数々のヒット曲を飛ばした。同年、ファーストアルバム『Evolution』をリリース。
「Evolution」は次のシングルで、スウェーデンで大ヒットを記録した。他の曲は 「Plus Plus」と「Money Runner」であった。
「Disco Band」はScooterの2007年のヒットシングル「Lass uns tanzen」でサンプリングされ、「Penguins' Invasion」は様々なイタロ・ディスコのコンピレーションアルバムに収録されている。

## ディスコグラフィー
アルバム (日本未発売)
- Evolution（1985）
- Pictures Of Old Days（1987）

シングル (日本未発売)
- 1983年：「Penguins' Invasion」（12インチシングル）
- 1984年：「Disco Band」–＃28イタリア、＃3ドイツ、＃20スウェーデン、＃4スイス、＃1オーストリア、＃4ポルトガル[1]
- 1985年：「Delirio Mind」–＃6ドイツ、＃5スウェーデン、＃19スイス
- 1985年：「Take Me Up」–＃19ドイツ、＃11ポルトガル
- 1986年：「Mirage」–＃19イタリア、＃56ドイツ、＃2スウェーデン
- 1986年：「Moey Runner」–＃12スウェーデン
- 1986年：「Pictures」–＃16スウェーデン[要出典]
- 1987年：「Man to Man」

## 引用
1. ↑  “Italo Disco Charts”. www.scheul.de. 2022年4月10日閲覧。